# Corso Como
Corso Como è una strada pedonale e commerciale facente parte del Municipio 9 e del NIL n. 9,   denominato "Porta Garibaldi Porta Nuova" 
Costituisce il prolungamento verso nord di corso Garibaldi, uno degli assi principali del N.I.L. n. 2,  "Brera", situato immediatamente più a sud. Lunga circa 280 metri, congiunge piazza XXV Aprile con la stazione di Porta Garibaldi. 

## Storia
L'attuale corso Como (delibera comunale del 1878) costituiva l’inizio dell'antica strada Comasina che si irradiava fuori dalle mura, uscendo dall'attuale  Porta Garibaldi (fino al 1860 chiamata Porta Comasina) , in direzione della città di Como. Chi usciva da porta Comasina lasciava il principale comune di Milano per entrare nel secondo comune urbano, detto Comune dei Corpi Santi di Milano. Le mura spagnole per secoli hanno segnato i confini del comune di Milano e ne costituivano anche la cinta daziaria. Tutte le merci che entravano in Milano pagavano il dazio nei caselli che facevano parte delle porte cittadine, salvo quelle che già lo avessero pagato in precedenti stazioni di pagamento, dove erano state munite degli appositi contrassegni, detti "bolli".

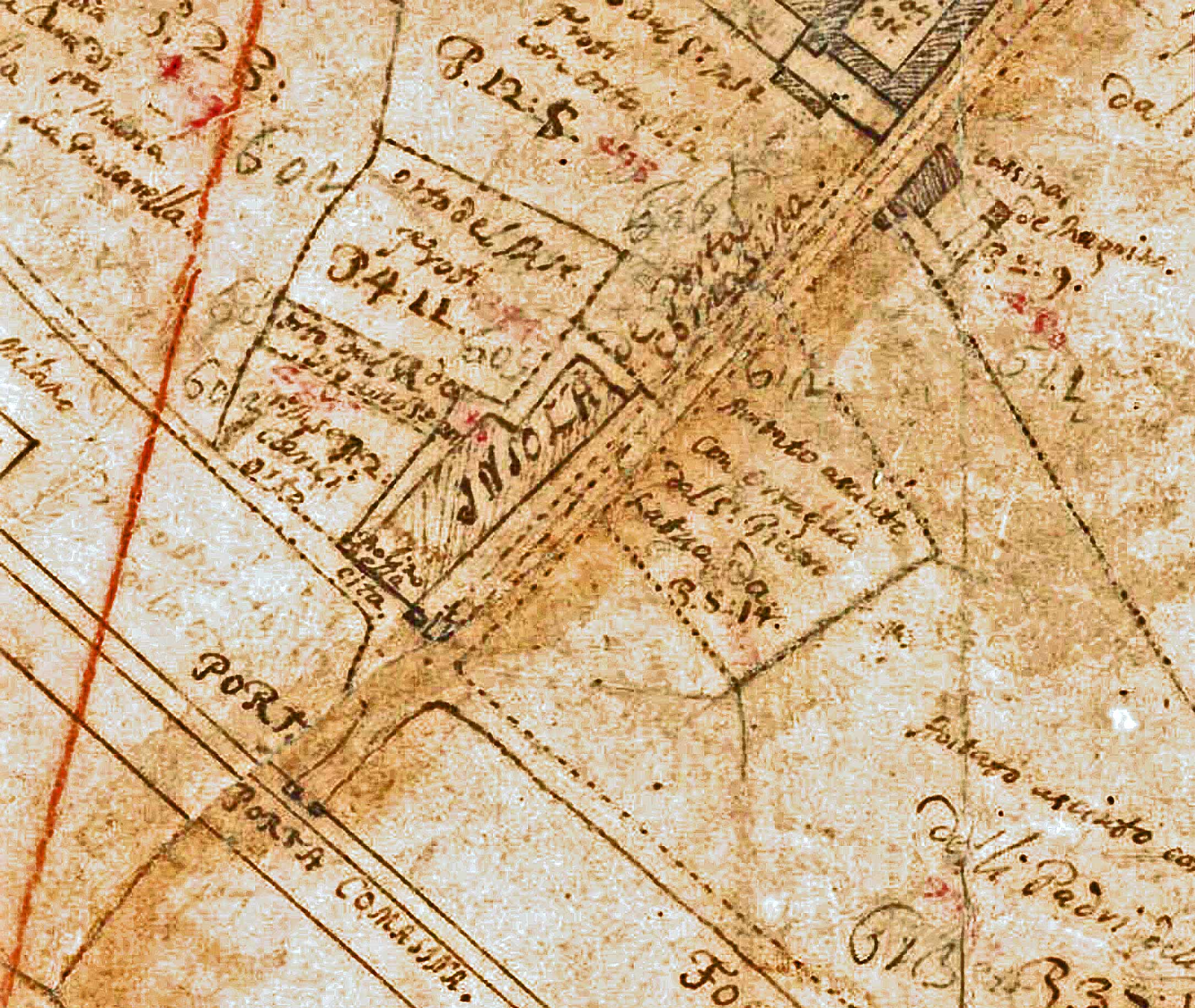
INSOLA de Porta Comasina, esistente nel 1720-23 all'inizio della strada per Como, oggi corso Como

 Come risulta da una mappa del 1720 del Catasto Teresiano, di cui qui viene riprodotto un particolare, dall'inizio della strada Comasina in uscita dalla porta, sul lato sinistro, si estendeva verso nord un recinto rettangolare, circondato da robuste mura, lungo circa 70 metri e largo 10-15, indicato come Insola de Porta Comasina. Molto probabilmente si trattava di un magazzino, almeno in parte coperto e comprendente gli alloggi dei sorveglianti, destinato alle preziose merci ivi depositate, in attesa di essere introdotte in Milano, di cui molte soggette al pagamento del dazio. Analogo ai magazzini doganali tuttora esistenti a Milano, ad esempio nella vicina zona Farini. 
All’angolo della Comasina, dove oggi c’è il numero civico 1, faceva parte dell'Insola anche un “Bollino della Città”, cioè un deposito di vino/osteria dove si pagava (l’odiatissimo) dazio sul vino. Le botti e gli altri contenitori di vino potevano entrare in città solo se muniti del "bollo"   (Nel 1720 a Milano, nel solo quadrante nord-ovest della città c’erano almeno altre due osterie/stazioni daziarie simili, a Porta Tenaglia e alla cascina Portello, situata nel luogo dell'attuale piazzale Türr). In seguito, nell’Ottocento questo ""Bollino" prese il nome di “Osteria della mezza lingua” (cioè “del balbuziente”, dal soprannome/cognome di un titolare); poi divenne albergo, durato fino agli inizi del Novecento.
L'Isola fu il primo nucleo dell’omonimo borgo lineare che da metà Ottocento si sviluppò lungo la strada Comasina, in direzione nord. Prima, intorno al magazzino, solo prati ed ortaglie; la zona non era ancora stata costruita. Di qui, verosimilmente, il nome di “Isola”, termine tradizionale che risale addirittura ai Romani (insulae) per indicare edifici isolati, in città e anche in campagna.
In seguito, la strada Comasina venne interrotta, dopo circa trecento metri dall’uscita dalla Porta omonima, dalla costruzione della prima stazione Centrale di Milano (1864) e dagli impianti ferroviari collegati. In parallelo, in direzione di Como venne allora costruita più a ovest la “nuova strada Comasina”, (l’attuale via Carlo Farini), che esce da Porta Volta, aperta nelle mura spagnole nel 1880. Da allora la ferrovia divise corso Como dal quartiere che nella seconda metà dell’Ottocento venne edificato a nord degli impianti ferroviari.
La campagna ai lati dell'antica strada Comasina fu urbanizzata fra il 1860 e il 1880, con l'apertura di nuove vie e la costruzione di case operaie miste ad edifici dedicati ad attività industriali e artigianali, di carattere molto modesto, a causa della difficile viabilità della zona per l'ingombrante presenza degli impianti ferroviari.
Per collegare la parte sud del borgo (Corso Como) con quella a nord (via Pietro Borsieri, come fu chiamata dal 1878 la parte della vecchia Comasina situata a nord della ferrovia), gli abitanti ebbero a disposizione solo una scomoda passerella pedonale sopraelevata, accessibile da ripide scale ad entrambe le estremità. 
Il borgo lineare sviluppatosi ai lati dell'antica strada Comasina, sia a sud che a nord degli impianti ferroviari, da sempre era informalmente conosciuto dai milanesi come Isola. Ma questo nome è stato recentemente rinnovato e ufficializzato attribuendolo alla stazione della MM 5 aperta nel 2014 all’angolo tra via Volturno e via Sebenico, che è situata a circa 750 metri a nord dall’ Isola" del 1720. Inoltre, a causa della recente decisione del Comune di Milano di introdurre i NIL, la parte sud della tradizionale "Isola", quella posta a sud della stazione ferroviaria, secondo il Comune, non ha più diritto a tale nome, perché compresa nel nuovo (quartiere) NIL n. 9, denominato ufficialmente "Porta Garibaldi Porta Nuova". Anche i toponimi, col tempo, si spostano.
Nel secondo dopoguerra l'area fu interessata dall'ambizioso progetto del Centro direzionale, che prevedeva la totale demolizione dei vecchi edifici fatiscenti, da sostituirsi con moderni palazzi per uffici e residenze di qualità. Tuttavia il progetto fu realizzato solo in parte, con la costruzione della nuova  stazione Garibaldi, in servizio dal 1961, (che sostituì la vecchia Stazione di Milano Porta Nuova (1931), (conosciuta anche come: Stazione delle Varesine), a sua volta residuo della prima  Stazione Centrale del 1864) e di alcuni edifici lungo via Melchiorre Gioia, fra cui il grattacielo del Comune, del 1966.

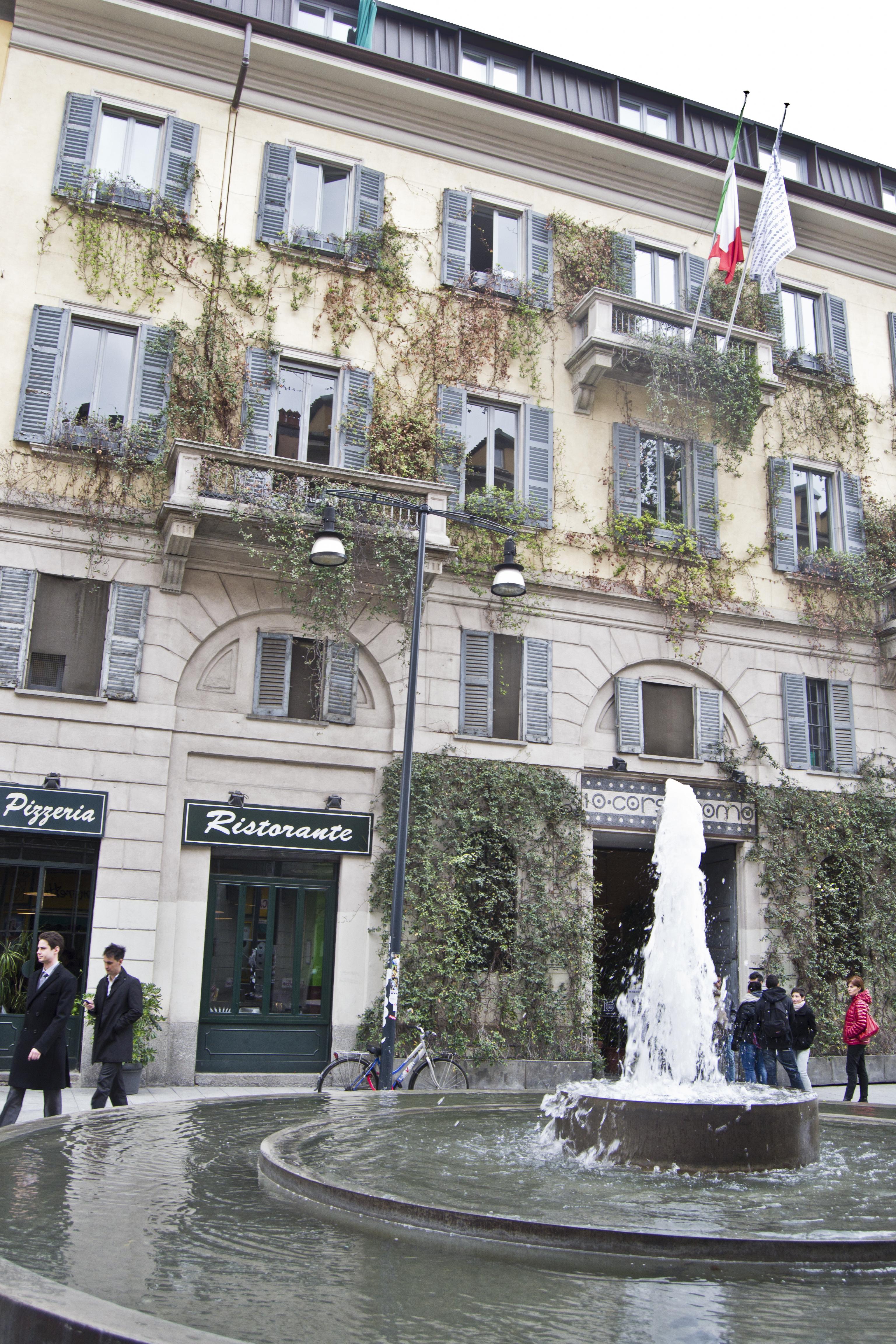
Galleria Carla Sozzani, il 10 Corso Como

A causa della parziale realizzazione del progetto, Corso Como rimase in stato di degrado, particolarmente nell'estremità nord, sventrata e mai ricostruita, ed adibita per molti anni a parcheggio. Ma a partire dagli anni novanta, Corso Como ha subito importanti trasformazioni, con la ristrutturazione di molti edifici e l'apertura di numerosi locali che vanno a comporre parte della cosiddetta Milano da bere.
Negli anni duemila l'area è stata pedonalizzata. La strada è stata coinvolta nelle edificazioni del Progetto Porta Nuova, con il complesso residenziale Munoz&Albin e la Corte Verde di Corso Como. La qualità della zona è migliorata anche a seguito della ristrutturazione del Palazzo Alleanza Toro all'imboccatura nord e della nuova pavimentazione di piazza XXV Aprile all'imboccatura sud.
 Da corso Como è ormai possibile accedere al nuovo complesso di Porta Nuova mediante una strada (via Vincenzo Capelli) che lo collega al podio, piazza Gae Aulenti, circolare e rialzata di 6 metri rispetto al livello della strada, circondata dalle torri Pelli; poi da qui alla parte nord del quartiere  Isola ed attraverso un ponte pedonale sovrastante via Melchiorre Gioia, al nuovo quartiere sorto sull'area delle ex Varesine.
Attualmente, corso Como è un'isola pedonale e costituisce una delle aree principali della vita notturna milanese. Al numero civico 10 si colloca il famoso concept store 10 Corso Como, mentre all'estremità sud, in piazza XXV Aprile, si trovava il Teatro Smeraldo, storico e importante teatro milanese ormai chiuso: in questo edificio ha trovato posto nel 2014 una nuova sede di Eataly. 
Sempre in zona, su viale Pasubio e a poche decine di metri dall'inizio del Corso si trova la nuova sede della Fondazione Feltrinelli progettata dallo studio Herzog.
Dal 2012 anche Corso Como ospita il Fuori Salone: tra le diverse iniziative, l'installazione Plus e la mostra iEye. Corso Como è molto vicino al complesso ospedaliero Fatebenefratelli, in corso di Porta Nuova, di fronte a piazzale Principessa Clotilde.

## Trasporti
- Garibaldi FS
- Stazione di Milano Porta Garibaldi
- Stazione di Milano Porta Garibaldi sotterranea
- Tram urbani (linee 10 e 33)